# Branislav Pokrajac
Branislav Pokrajac (Beograd, 27. siječnja 1947. – Beograd, 5. travnja 2018.), je bivši srbijanski rukometaš i rukometni trener.
Umro je u Beogradu, 5. travnja 2018. godine, u 72. godini života.

## Igračka karijera
Igračka karijera mu je trajala 15 godina. Reprezentativac Jugoslavije je bio punih 11 godina, pri čemu je nastupio na 180 utakmica i postigao 510 golova.
Kao najbolje lijevo krilo svijeta je 1974. i 1975. godine biran u idealnu momčad IHF-a, odnosno idealnu momčad svijeta.
S reprezentacijom Jugoslavije je osvojio zlatnu medalju na Olimpijskim igrama 1972., 5. mjesto na Olimpijskim igrama 1976., 7. mjesto na Svjetskom prvenstvu 1967., dvije brončane medalje na svjetskim prvenstvima 1970. i 1974., te dvije zlatne medalje na Mediteranskim igrama 1967. i 1975.

## Izbornička karijera
U razdoblju od 1980. do 1984. godine bio je izbornik Jugoslavije. U tom razdoblju je osvojio: zlatnu medalju na Olimpijskim igrama 1984, srebrnu medalju na Svjetskom prvenstvu 1982. i zlatnu medalju na Mediteranskim igrama 1983.
Kao izbornik Srbije i Crne Gore je osvojio brončanu medalju na Svjetskom prvenstvu 2001.